# Ітіномія (Тіба)

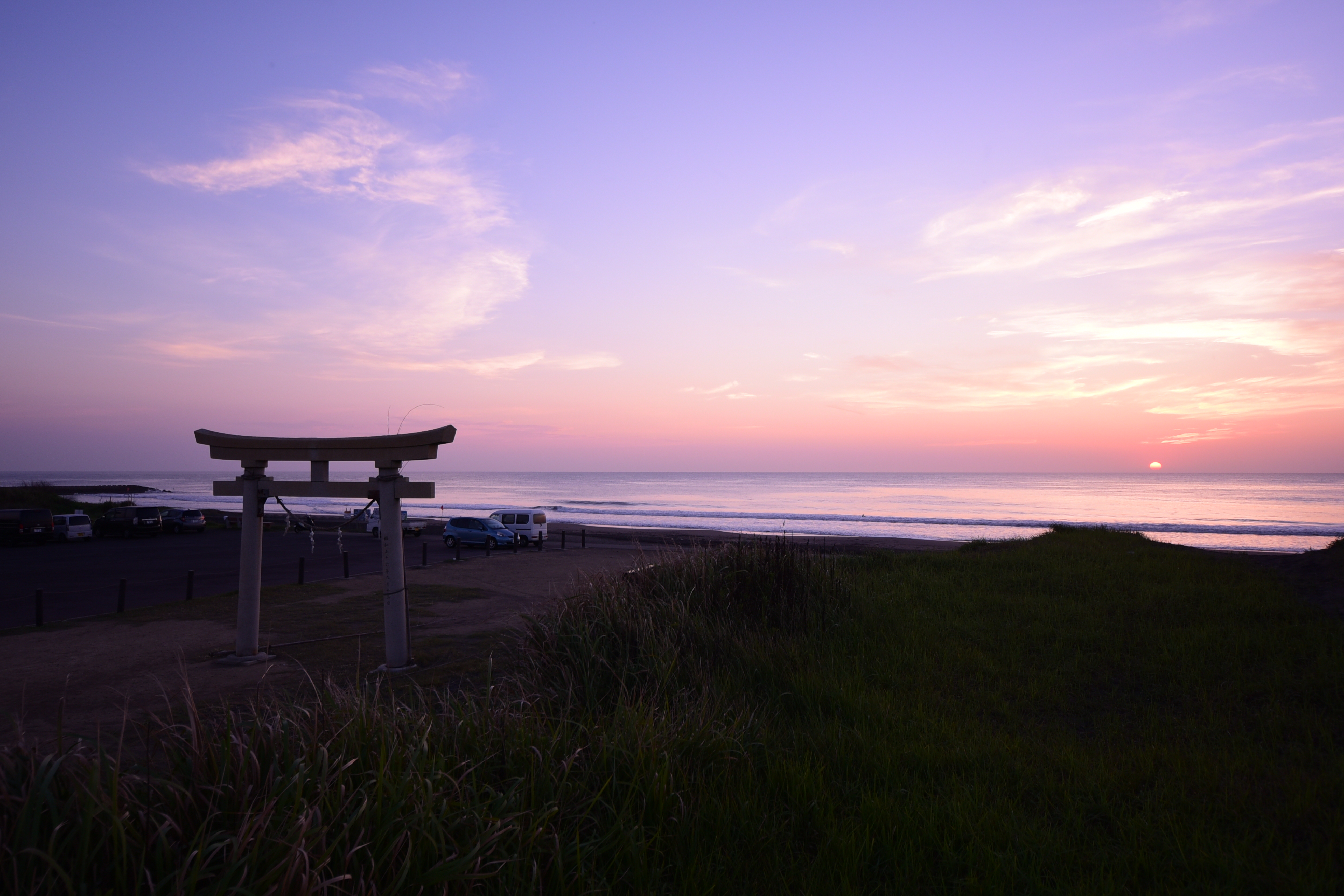
Пляж для серфінгу в Цурігасакі

35°22′22″ пн. ш. 140°22′8″ сх. д. / 35.37278° пн. ш. 140.36889° сх. д.
Ітіно́мія (яп. 一宮町, いちのみやまち, МФА: [it͡ɕinomʲija mat͡ɕi̥]) — містечко в Японії, в повіті Тьосей префектури Тіба. Станом на 1 жовтня 2008 площа містечка становила 23,02 км². Станом на 1 січня 2009 населення містечка становило 11 899 осіб.